# Arrondissement Nyons
Arrondissement Nyons (fr. Arrondissement de Nyons) je správní územní jednotka ležící v departementu Drôme a regionu Rhône-Alpes ve Francii. Člení se dále na 11 kantonů a 142 obce.

## Kantony
- Buis-les-Baronnies
- Dieulefit
- Grignan
- Marsanne
- Montélimar-1
- Montélimar-2
- Nyons
- Pierrelatte
- Rémuzat
- Saint-Paul-Trois-Châteaux
- Séderon